# Graptopetalum mendozae
Graptopetalum mendozae är en fetbladsväxtart som beskrevs av C. Glass och M. Chazaro Basanez. Graptopetalum mendozae ingår i släktet Graptopetalum och familjen fetbladsväxter. Inga underarter finns listade i Catalogue of Life.